# ムランの二連祭壇画
『ムランの二連祭壇画』（ムランのにれんさいだんが、蘭: Melundiptiek、英: Melun Diptych）は、フランスの宮廷画家ジャン・フーケ (1420–1481年) が1452年に板上に油彩で制作した絵画である。 この二連祭壇画の名称は本来、作品が所蔵されていたムランのノートルダム参事会聖堂 (Collegiate Church of Notre-Dame) に由来する。左翼パネル『エティエンヌ・シュヴァリエと聖ステファノ』（エティエンヌ・シュヴァリエとせいステファノ、蘭: Étienne Chevalier met zijn patroonheilige Sint-Stefanus、英: Étienne Chevalier with his patron saint St. Stephen）は、絵画の受注者であるエティエンヌ・シュヴァリエ (Étienne Chevalier) を彼の守護聖人である聖ステファノとともに描いている。また、右翼パネル『聖母子と天使たち』（せいぼしとてんしたち、蘭: Madonna omringd door serafijnen en cherubijnen、英: Virgin and Child Surrounded by Angels）は、熾天使と智天使に取り囲まれた聖母子を描いている。両翼パネルは中央部分で留め金で結合されていたのであろう。
本来、二連祭壇画であった2点の絵画は現在、分離されている。左翼パネルはベルリン絵画館に、右翼パネルはアントワープ王立美術館に所蔵されている。円形の自画像もまた、二連祭壇画と関連付けられている。直径6センチで、額縁を装飾していたものと思われ、銅、エナメル、金でできている。この円形画は現在、パリのルーヴル美術館に所蔵されている。

## 作品

### 右翼パネル
右側パネル『聖母子と天使たち』には、聖母マリアと幼子イエス・キリストが、北方の画家たちが得意とした細密描写で表された金の玉座に座している。聖母は青い衣服、白い外套を身に着け、宝石の付いた冠を被っている。彼女は一般的な「授乳の聖母」 (virgo lactans) のタイプであるが、授乳は終了している。本来、「授乳の聖母」は母性を強調するための主題であったが、この聖母からは母子の情愛は感じられない。画家は、官能性を表現するためにこの構図を用いたのかもしれない。
彼女の膝の上には幼子イエスが座り、左手で左側にいる絵画の受注者エティエンヌ・シュヴァリエと聖ステファノを指し示すジェスチャーをしている。このジェスチャーは、シュヴァリエに対するイエスの優位を示すものとか、神の祝福を表現したものなどと解釈されている。聖母子は9人の天使たちに囲まれている。神の愛を示す最高位の天使である熾天使は赤色で、神の知恵を示す第二位の天使である智天使は青色で表現されているが、彼らは聖母子の青白い肌と対照的である。なお、天使たちの立体的な姿には、ゴシック彫刻の影響も考えられる。
人物たちは写実的に造形されているものの、雰囲気は現世的ではなく、批評家のロジャー・フライにより感傷主義の夢幻的状態と描写されている。聖母はここでは天国の女王として描かれ、絵画は彼女を天国と地上の境界にいる存在として明らかにすべく意図されている。彼女は人間であると同時に天上的存在なのである。赤、白、青の不自然な色彩は、王の紋章的色彩を表すものとして捉えられてきた。
聖母は、2年前に亡くなっていたシャルル7世の愛妾、アニェス・ソレルの理想的肖像画であると信じられている。シャルル7世は彼女の美しさに魅了され、彼女にロワール地方のロシュ城を居城として与えたほどであった。王の寵愛を受けたアニェスは贅沢の限りを尽くした。それまで上流階級の女性が着ていたゆるやかなドレスではなく、本作に描かれているように片方の乳房を露出し、身体の線を強調した服装を考案したのも彼女であった。また、前髪をそり上げ、額を高く見せるヘア・スタイルは15世紀に好まれたものである。アニェスは、シャルル7世の4人目の子供を出産した直後の1450年 (作品が制作された2年前) に亡くなった。
当時、アニェスは多くの人々に「世界で最も美しい女性」と考えられていたので、明らかに聖母のモデルになるべき候補であった。したがって、この描写は、美術史家が「変装した肖像」と呼ぶものである。王の財務長官であったエティエンヌ・シュヴァリエはアニェスの遺言執行人で、彼女の死後、その死を悼み、本作をフーケに依頼した。彼女の衣装と身体的特徴は、衣装がこの2連祭壇画と非常に類似しているフーケの別の絵画など、アニェスのほかの描写と比較されてきた。一方で、女性はシュヴァリエの妻のカトリーヌ・ビュード (Catherine Bude) であるとも提案されてきた。実際、この祭壇画はムランのノートルダム参事会聖堂の彼女の墓の上に掛けられたのである。

### 左側パネル
左翼パネル『エティエンヌ・シュヴァリエと聖ステファノ』では、フランスのシャルル7世の財務長官エティエンヌ・シュヴァリエが赤い衣服を纏い、祈りの姿勢で跪いている。王は、貴族ではないシュヴァリエのような人物を周囲に侍らせることを好んだが、それは貴族よりも信頼できると考えたからであった。右側には、金の縁取りのある暗色の助祭服を身に着けた、シュヴァリエの守護聖人聖ステファノがいる。彼の右腕はシュヴァリエの肩に、左手は本とギザギザのある石に置かれているが、彼は石で打たれて死んだので、石は彼のアトリビュートとなっている。
2人の人物は、もう一方の右翼パネルの聖母子を見ているかのように右側のほうを向いている。背後の壁は大理石板がはめ込まれ、精緻な白色と金色の繰形 (モールディング) が付いている。タイルでできた床の淡色は、人物たちの衣服の濃い色と非常に対照的である。壁にある「IER ESTIEN」と読める彫られた文字が人物をシュヴァリエとして特定している。この描かれた文字が本作をフーケに結びつけている。というのは、彼は自分の作品にけっして署名しなかったからである。本作の文字は、フーケに帰属される何点かのミニアチュールに登場する文字と非常に類似している。

### 円形画

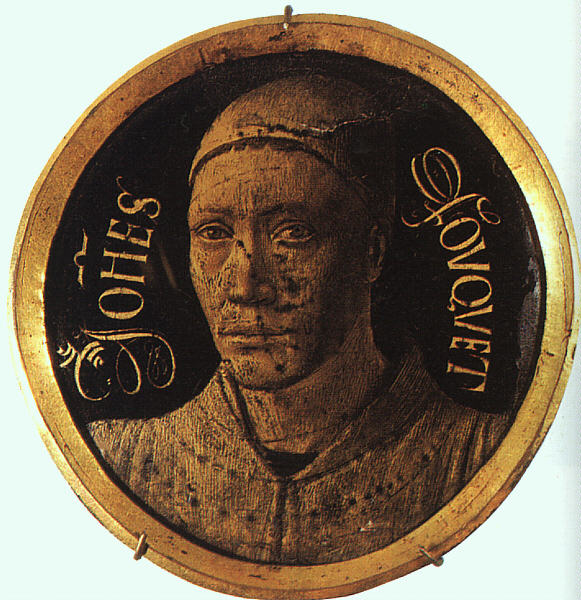
本来、額縁の上にあった円形画 (自画像)。ルーヴル美術館、パリ

本来の額縁は、銀糸、金糸、アンティークな恋結び、真珠のある青いベルベットで包まれていた。額縁は2点の円形画を含んでいたが、そのうちジャン・フーケの自画像のある円形画 (ルーヴル美術館) が現存している。もう1点の円形画はベルリン絵画館にあったが、1945年に破壊されたようである。自画像でフーケは正面向きで表されている。その金色の像は黒いエナメルを背景に描かれており、彼の名前に縁取られているが、この技法はフーケが考案したものであると信じられている。墓上の高いところという二連祭壇画の本来の位置は、この小さな円形画を見ることを困難なものとしたであろう。祭壇画は分離してしまっているので、円形画の額縁上の本来の正確な位置はわかっていない。 この円形画は、二連祭壇画に署名する代わりのフーケの方法である。伝統的に、自身で署名された最古の自画像として認識されており、フーケの唯一の署名作である。

## 背景
フーケの人生に関する多くのことは、はっきりとしていない。画家は1420年にフランスのトゥールで生まれた。1446年に、彼はフランスの派遣団の一員として2年間ローマに赴いた。シャルル7世とルイ9世に雇われたフーケは、王付き画家として「王の画家」と呼ばれ、肖像画、装飾写本、祭壇画、一時的装飾、彫刻的デザインを制作するために登用された。
フーケはフィレンツェとヴェネツィアに旅行し、同時代のイタリアの巨匠たちの作品を学んだと考えられている。この影響は『ムランの二連祭壇画』に見ることができる。実際、左翼パネルの背景は、ヤコポ・ベッリーニに類似していなくもない、経験的な遠近法によるイタリアの中庭なのである。遠近法をまったく欠いている聖母子の右翼パネルとは対照的に、左翼パネルのシュヴァリエと聖ステファノの背景は、真にイタリア的様式で空間の奥に続いている。人物たちもまた、フーケの本来のフランス的様式ではなく、イタリア的様式で写実的に造形されている。
その一方で、右翼パネルには、聖母の顕示された乳房や、玉座の装飾など球体のモティーフが多く用いられている。フーケは幾何学文様の中でも球形を好み、人体表現にも用いているが、そこにはイタリア滞在中に接したピエロ・デラ・フランチェスカの作品の影響がうかがわれる。
右翼パネルの場合、人物像は非常に滑らかに描かれ、磨かれているようにみえる。この効果により、右翼パネルの現世的らしからぬ要素が高められて、左翼パネルの非常に写実的な表現とは対照的なものとなっている。エティエンヌ・シュヴァリエはフーケと親しい間柄で、彼が王の財務長官であった時期にフーケの主要な顧客であった。
この二連祭壇画はカトリーヌ・ビュードの墓の上に掛けられたが、このことにより現在は失われている第3番目のパネルが存在したのではないかという議論を引き起こしている。本作は三連祭壇画の一部をなしていて、3番目のパネルがシュヴァリエの妻を表していたでろうと信じる研究者もいるが、それは作品が彼女の墓上に掛けられるよう意図されたからである 。3番目のパネルがあったのであれば、現存する2枚の異なるパネルは、もっと統一感のある作品になっていたであろう。一方、それは事実ではないと考える研究者もいる。1660年に、本来の状態で作品を見たドニ・ゴドフロワ (Denys Godefroy）の報告書 (ゆえに、それは今日、最も信頼できる出典である) は、第3のパネルに言及していない。さらに、「2枚の板絵の一方がもう1枚をふさぐ」という古い記述もあり、近年は二連画説が有力である。
二連祭壇画はムランのノートルダム参事会聖堂に所蔵されていたが、1775年に聖堂修復の費用の必要に迫られて、聖堂は作品を売却することに決定した。右翼パネルはアントウェルペンの市長に購入され、1840年以来、同市に所有されている。左翼パネルは、ドイツの詩人クレメンス・ブレンターノに購入され、1896年に彼の収集に加わった。
両翼パネルは分離されて以来、少なくとも3回、再結合されている。最初は1904年で、フランスが初期フランス派の画家展のために両翼パネルを借りた時、2回目は1937年にパリで開かれた「現代生活の中の芸術・技術国際展覧会」 (Exposition Internationale des Arts et Techniques dans la Vie Moderne) の時、そして、3回目は2017年にベルリン絵画館で開かれた「ジャン・フーケ展」の時である。